# Атомная реконструкция поверхности

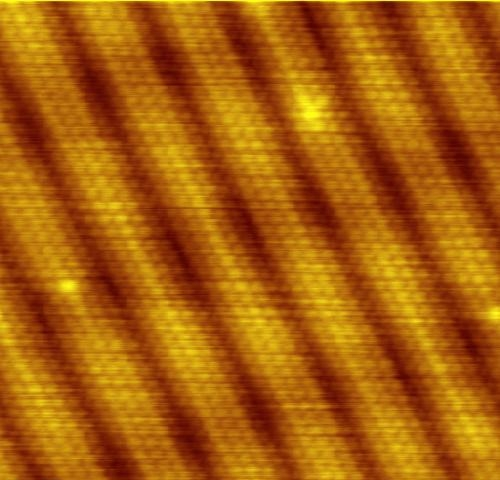
Изображение реконструкции чистой поверхности Au(100), полученное при помощи сканирующего туннельного микроскопа. Поверхностная атомная структура отличается от объемной.

Атомная реконструкция поверхности (англ. Surface reconstruction) — процесс, в результате которого атомы поверхности кристалла изменяют свои устойчивые положения (по сравнению с объемом образца) таким образом, что на поверхности образуется периодическая структура отличающаяся от объёмной периодичностью и/или типом симметрии. Характерна для кристаллов с ковалентной связью.
Самые элементарные соображения позволяют утверждать, что расположение атомов в поверхностном слое, вообще говоря, не такое, как внутри кристалла. В объёме идеального кристалла все валентные связи насыщены, но в процессе образования поверхности, например, при раскалывании кристалла, связи между атомами разрываются, а создававшие их электронные пары распадаются на независимые электроны, готовые образовать новые связи — их называют оборванными связями. Такая ситуация энергетически очень невыгодна, поэтому, стремясь к равновесию, поверхностные электроны будут образовывать дополнительные связи между атомами на самой поверхности с тем, чтобы число оборванных связей существенно сократилось. В частности, соседние атомы, образуя дополнительные связи между собой, объединяются в пары — димеры, вследствие чего атомы каждого димера сближаются друг с другом, удаляясь от соседних атомов. В результате на поверхности изменяется порядок кристаллической решётки и происходит реконструкция (т.е. образуется новая сверхструктура).